# 王詵
王 詵（おう しん、1048年 - 1104年）は、北宋中期の画家。字は晋卿。本貫は太原郡晋陽県。明恵帝姫（英宗の次女）の夫。

## 略歴
宋初の将軍王全斌の五世の孫にあたる。
幼い頃より絵画への才能を身につけ、おっとりして垢抜けし、少年時代に人気があった。蘇軾・黄庭堅・米芾・蘇轍・秦観らの芸術家と知り合い、情緒豊かな風景画を描いた。水墨の山水煙雲と盛唐の重彩技法を互いに融合させ、伝統の中に新たな創造を求め、自成一家の清麗な画風を得意とした。
熙寧2年（1069年）、蜀国長公主（後の明恵帝姫）と結婚し、駙馬都尉、左衛将軍に任ぜられた。公主に溺愛され、王詵は野放しのような生活をした。元豊2年12月26日（西暦で1080年）に、王詵は一度免職されたが、翌年（西暦で同年）4月、公主が病気中にその求めで復職された。しかし、5月に公主が逝去する前に、複数の侍女と姦通した行為によって再び罪を得て、王詵は免職され均州へ追放された。元豊7年（1084年）、潁州へ再度追放された。元祐元年（1086年）、登州へ移された。その後、徽宗により召還され、開国公に封ぜられた。57歳で逝去して、「栄安」と諡された。

## 子
- 王彦弼 - 明恵帝姫との子。夭折した。

## 話本における形象
- 『水滸伝』：小王駙馬